# 北朝鲜临时人民委员会
北朝鲜临时人民委员会（：／）是1946年—1947年朝鲜半岛北部的临时政府。
该委员会于1946年2月8日成立，旨在回应苏联民政厅和朝鲜共产党对权力集中化的需求。当时朝鲜半岛北部仍由各道人民委员会分治。作为朝鲜半岛北部的最高行政权力机构，该委员会实际上是一个临时政府。它推动一系列改革，如土地改革和主要产业的国有化。
1947年2月21日，该委员会改组为北朝鲜人民委员会，后者成为朝鲜半岛北部向朝鲜民主主义人民共和国过渡期间的临时政府。

## 組織
- 委員長：金日成
- 副委員長：金枓奉
- 書記長：康良煜
- 產業局長：李文煥 / 交通局長：許南熙 / 農林局長：李舜根 / 財政局長：李鳳珠 / 通信局長：趙永烈 / 商業局長：張時雨 / 教育局長：張鐘植 / 保健局長：尹基寧 / 司法局長：崔容達 / 保安局長：崔庸健 / 企画局長：朴聖奎 / 勞動局長：吳淇變 / 宣傳部長：李清源 / 總務部長：金永損 / 糧政部長：文会彪 / 幹部部長：金永損